# كارتيا
كارتيا: كانت كرتيا مستعمرة صورية أسست لتكون مركز تجاريا فينيقيا وقد كانت مزدهرة جدا ومكتضة بالسكان فحين كان يسكن في أثينا الكلاسيكية 20000 ألف نسمة كان يسكن في قرتيا 4000 آلاف نسمة وذلك يدل على أهميتها القديمة.

## المعنى
وكلمة قرتيا تعني (القرية في اللغة الفينيقية) ولكنه تصغير لها. وقد كانت قرتيا تمتلك أسطولا كبيرا مكونا من 80 سفينة إستخدمها القرطاجيون في حصارجبل طارق وسده في وجه الغرباء